# ブレスト州

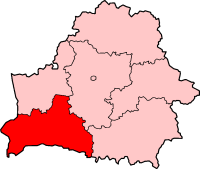
ブレスト州の位置

ブレスト州（ベラルーシ語: Брэ́сцкая во́бласць）は、ベラルーシ南西部に位置する州(オーブラスチ)。州都はブレスト。面積は32,700km²。人口は143万9500人(2006年末)。西はポーランド、南はウクライナと接する。

## 都市
- ブレスト（ベラルーシ語: Брэст; ロシア語: Брест）
- バラナヴィチ（ベラルーシ語: Баранавічы; ロシア語: Барановичи）
- ピンスク（ベラルーシ語: Пінск; ロシア語: Пинск）
- コブリン（ベラルーシ語: Кобрын; ロシア語: Кобрин）
- ビャローザ（ベラルーシ語: Бяроза; ロシア語: Берёза）
- イヴァンツェヴィチ（ベラルーシ語: Івацэвічы; ロシア語: Ивацевичи）
- ルニネェツ（ベラルーシ語: Лунінец; ロシア語: Лунинец）
- ミカシェヴィチ（ベラルーシ語: Мікашэвічы; ロシア語: Микашевичи）
- イヴァナヴァ（ベラルーシ語: Іванава; ロシア語: Иваново）
- ダラヒチン（ベラルーシ語: Драгічын; ロシア語: Дрогичин）
- ハンツェヴィチ（ベラルーシ語: Ганцавічы; ロシア語: Ганцевичи）
- ジャビンカ（ベラルーシ語: Жабинка; ロシア語: Жабинка）
- ベラアジョルスク（ベラルーシ語: Белаазёрск; ロシア語: Белоозёрск）
- ストリン（ベラルーシ語: Столін; ロシア語: Столин）
- マラリタ（ベラルーシ語: Маларыта; ロシア語: Малорита）
- リャハヴィチ（ベラルーシ語: Ляхавічы; ロシア語: Ляховичи）
- プルジャヌィ（ベラルーシ語: Пружаны; ロシア語: Пружаны）
- ヴィソカイェ（ベラルーシ語: Высокае; ロシア語: Высокое）
- ダヴィド・ハラドク（ベラルーシ語: Давыд-Гарадок; ロシア語: Давид-Городок）
- カミャネェツ（ベラルーシ語: Камянец; ロシア語: Каменец）
- コサヴァ（ベラルーシ語: Косава; ロシア語: Коссово）